# إعادة توضيع الدواء

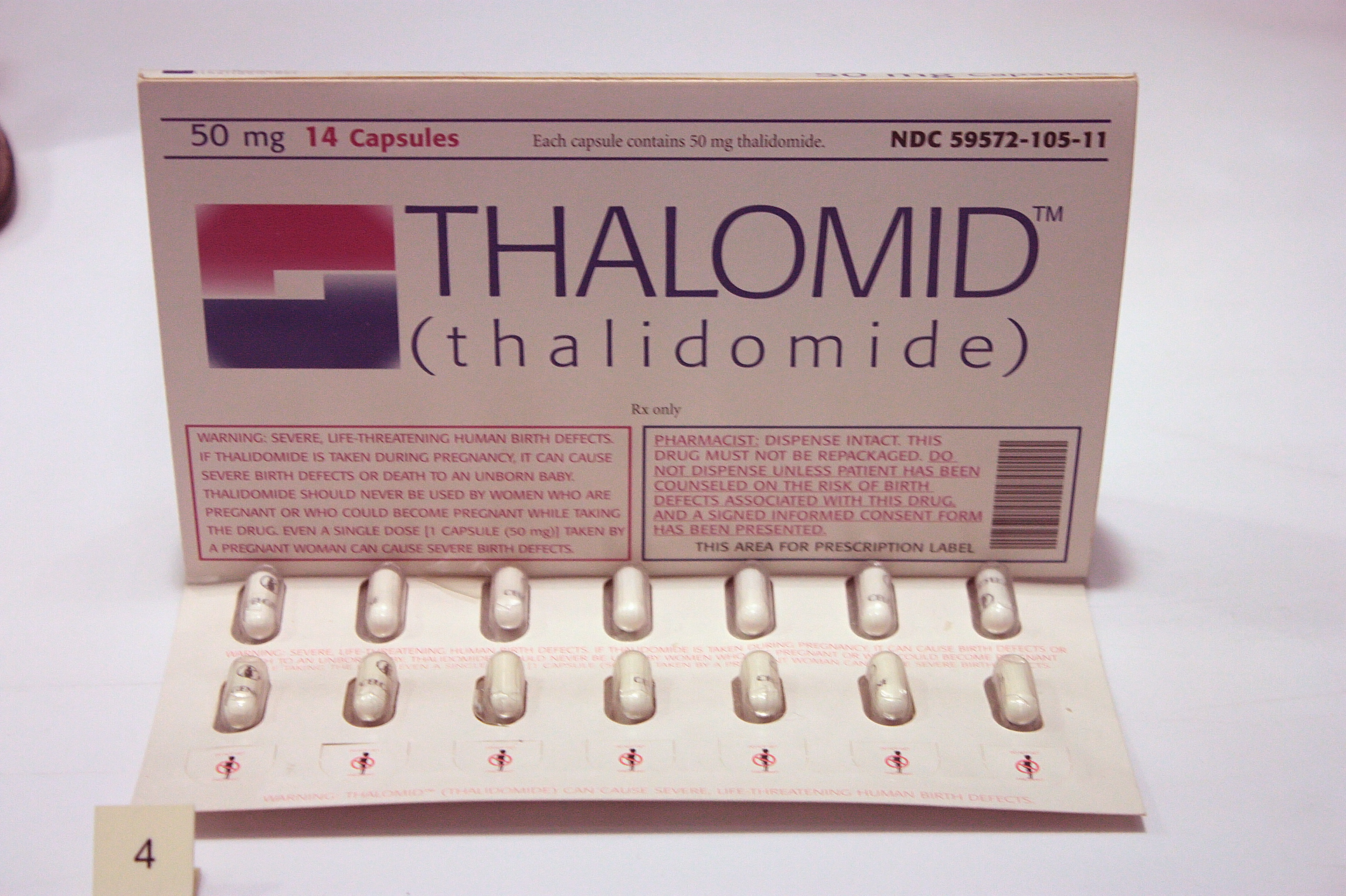

إعادة توضيع الدواء أو إعادة استخدام الدواء،(1) هو إجراءٌ يتضمن دراسة أدويةٍ موجودة لإعادة استخدامها في أغراضٍ علاجية أُخرى.
حُققت عددٌ من النجاحات في إعادة توضيع الدواء، أهمها السيلدينافيل (الفياجرا) لضعف الانتصاب وارتفاع ضغط الدم الرئوي والثاليدوميد لمرض الجذام والورم النخاعي المُتعدد. أُجريت تجارب سريرية على البوساكونازول والرافوكونازول [الإنجليزية] لداء شاغاس. أُجريت دراساتٌ حول مضادات الفطريات الأُخرى مثل الكلوتريمازول والكيتوكونازول لاستخدامها في العلاج مضاد للمثقبية.

## الهوامش
1. إعادة توضيع الدواء أو توضعة الدواء (بالإنجليزية: Drug repositioning)‏ وتسمى أيضًا إعادة استخدام الدواء أو إعادة تحديد غرض الدواء (بالإنجليزية: drug repurposing)‏.